# Émetteur d'Ismaning

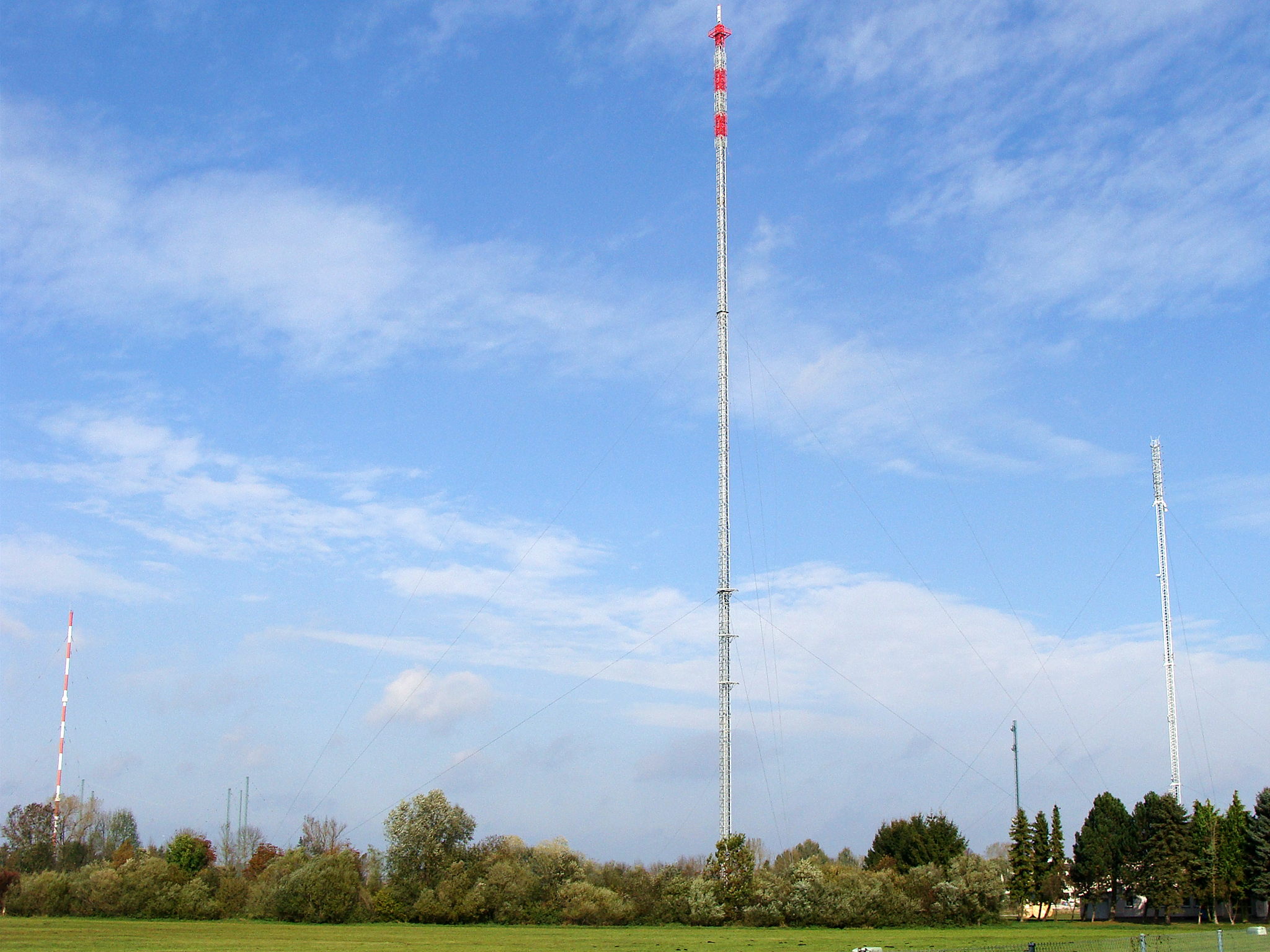
L'émetteur d'Ismaning en octobre 2010. Les antennes en arrière-plan pour l'émission en ondes courtes ont été démontées en 2011.

L'émetteur d'Ismaning est un grand émetteur radio situé près d'Ismaning en Bavière, dans le sud de l'Allemagne. Le premier fut inauguré en 1932 et le site allait accueillir différents émetteurs jusqu'à aujourd'hui. Le plus connu est un grand émetteur en treillis de bois, haut de 156 mètres qui exista de 1934 à 1983 et dont la forme lui valut le surnom de « tour Eiffel bavaroise ».

## Le premier émetteur
De 1932 à 1934, cet émetteur, qui remplaçait l'émetteur de Stadelheim situé à Munich-Stadelheim, utilisa une antenne en T comme antenne de transmission, qui était tendue en hauteur entre deux tours en treillis de bois de 115 mètres de hauteur, distantes de 240 mètres. Comme cette antenne avait un diagramme de rayonnement vertical défavorable, qui produisait beaucoup d'ondes ionosphériques à cause, la nuit, d'une trop petite zone de réception libre de fading, en 1934 une nouvelle antenne fut installée. Cependant, une des deux tours fut démontée et reconstruite sur une base de treillis de bois de 39 mètres de hauteur. Pendant ces travaux la transmission se fit à l'aide d'une antenne en L, qui était tendue entre l'autre tour et un petit mât en bois.

## La tour de transmission en bois

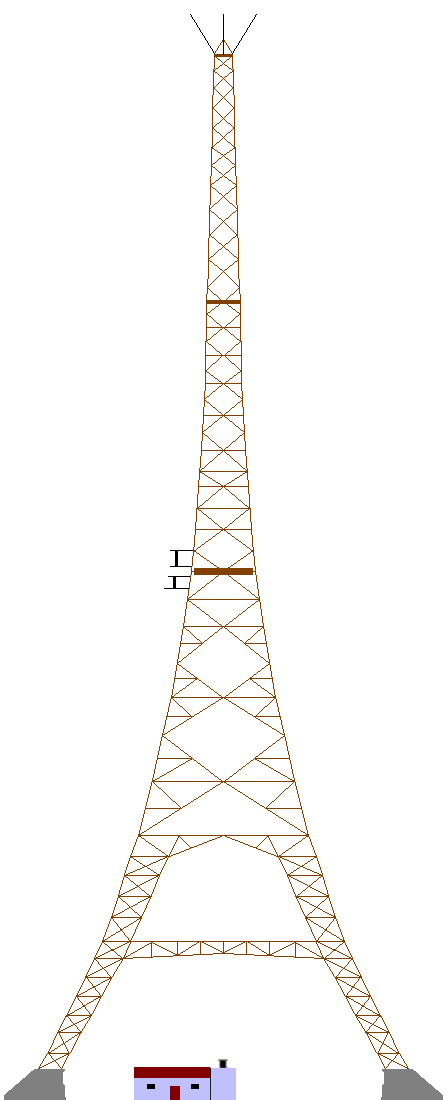
Représentation schématique de la tour en treillis de bois, la « tour Eiffel bavaroise », construite en 1934.

Après l'achèvement de la nouvelle tour en bois, qui était haute de 156 mètres sans les bras portant l'antenne (avec ces bras, la hauteur totale atteignait 163 mètres), la seconde tour en bois fut démontée et reconstruite en 1935 à Nuremberg-Kleinreuth, où elle servit jusqu'en 1961 comme tour de transmission pour ondes moyennes. La tour de bois à Ismaning portait une antenne dipolaire, dont le point d'alimentation se trouvait à 120 mètres de haut. De ce point, plusieurs câbles couraient vers les bras au sommet de la tour et vers des points d'accroche à une hauteur de 80 mètres. À cette hauteur, un transformateur différentiel fut installé dans un petit abri à l'intérieur de la tour ; sa tache était de prévenir la fuite de rayonnement haute fréquence au dessus du chargeur. Cette antenne, développée par la société Lorenz, était appelée « Höhendipol ». Elle était conçue pour des transmissions à une fréquence de 740 kHz, qui fut utilisée de 1934 à 1950, permettant de réduire le fading. Cependant, selon le plan de fréquence de Copenhague (1948), qui obligeait à un rayonnement directionnel la nuit, elle ne put être utilisée que de jour après 1950.
En 1969, cette antenne fut démontée après qu'un nouveau mât de transmission pour ondes moyennes ait été construit. Entre 1969 et 1977, la tour de bois fut utilisée comme support d'antennes de transmission de radio FM. En 1977, un mât avec cadre en acier haubané de 100 mètres de haut reprit cette fonction, de sorte que la tour de bois devint inutile. L'état de la tour inquiéta de plus en plus après 1977 et il sembla impossible de réparer celle qui était surnommée la « tour Eiffel bavaroise » et qui était déjà protégée comme monument. Le 16 mars 1983, elle fut dynamitée ; ses fondations en béton et la maison de réglage qui se trouvait sous elle existent encore aujourd'hui.

## Programmes diffusés
L'installation de transmission d'Ismaning fut employée pour transmettre le premier programme de la radio bavaroise sur la fréquence 801 kz (puissance de transmission de 600 kilowatts jusqu'en 1994, maintenant 100 kilowatts) et pour tous les programmes de la radio bavaroise en bande FM. Jusqu'en 1994, il y avait également un émetteur de American Forces Network (AFN) à Ismaning. 
Pour les transmissions en radio AM, un mât haubané en cadre à tubes d'acier est utilisé. Ce mât est isolé de la terre et est conçu pour limiter le fading aérien, avec des points d'émission multiple. Par conséquent, il est isolé aux hauteurs de 56 et de 117 mètres par un isolateur. 
Les restrictions du plan de fréquences de Genève de 1975 exigèrent un rayonnement minimum dans la direction nord-est, afin de réduire les interférences sur la même fréquence avec l'émetteur de Saint-Pétersbourg, en Russie, lors des émissions de nuit à une puissance de transmission de 600 kilowatts. Pour cette raison, en 1978 un mât haubané à cadre d'acier de 71 mètres de haut, qui était isolé du sol fut construit près du mât précité. Une réduction de puissance vers le Nord-Est n'étant pas nécessaire avec une puissance de transmission de 100 kilowatts, ce mât est maintenant obsolète, mais il existe toujours.
En tant qu'antenne de secours, un mât similaire de 105 mètres de haut fut construit en 1947, près du bâtiment de transmission. Ce mât, initialement utilisé pour la transmission des programmes de l'AFN mesurait jusqu'en 1969, 126 mètres de haut et portait de 1958 à 1969 les antennes pour les transmissions en FM.
La restriction imposée par le plan de fréquence de Copenhague eut pour résultat, que l'émetteur en ondes moyennes de la radio bavaroise dû fonctionner après 1951 la nuit avec un rayonnement directionnel minimum vers le nord-est. Ce type de rayonnement n'était pas possible avec l'antenne sur la tour en cadre en bois et une antenne directionnelle se composant de mâts radio haubanés isolés d'une hauteur de 94 mètres durent être construits,.
Cette antenne servit jusqu'en 1969 pour transmettre la nuit le programme de la radio bavaroise. Après 1969, elle a été utilisée jusqu'à son arrêt en 1994 pour diffuser le programme d'AFN sur 1107 kilohertz. Une évolution par rapport à la période d'avant 1969 concerne le rayonnement devenu omnidirectionnel (isotrope). Un mât était en service, l'autre servait d'unité de réserve. Pour les transmissions en ondes courtes de la radio bavaroise, une antenne dipolaire construite en 1976 est utilisée ; elle est accrochée à deux mâts à structure en acier d'une hauteur de 35 mètres. Il y a aussi une antenne dipolaire winkle accrochée sur trois mâts haubanés en acier d'une hauteur de 55 mètres. L'antenne dipôlaire winkle est entrée en service en 1980. 
Pour la diffusion sur bande FM, il y a un mât haubané en cadre d'acier gris argenté avec des rangées dipolaires à son sommet près du bâtiment de la station. Ce mât, construit en 1977, a une hauteur de 100 mètres et est le seul mât du centre de transmission d'Ismaning qui soit mis à la terre,.

## Voice of America
La Voice of America (la voix de l'Amérique) fit fonctionner jusqu'en 1994 près de la station de la radio bavaroise une importante installation à ondes courtes, qui est aujourd'hui complètement démontée. L'installation de transmission en ondes moyennes de Voice of America et Radio Free Europe/Radio Liberty opérée par l'International Broadcasting Bureau (en) fut fermée en mars 2005. Elle consistait en quatre,,, mâts haubanés en cadre de tubes d'acier qui étaient isolés du sol. Ces mâts furent construits en 1949 et rénovés dans les années 1990 et permettaient la réalisation d'une antenne directionnelle avec une caractéristique directionnelle ajustable.
En 2010, un nouveau mât haubané de 210 mètres de haut pour la diffusion en FM a été construit,.